# Herbita tenebrica
Herbita tenebrica là một loài bướm đêm trong họ Geometridae.